# 卞宝第
卞 宝第（べん ほうだい、Bian Baodi、1825年 - 1893年）は、清末の官僚。字は頌臣。江蘇省儀徴県出身。
1851年に挙人となり、刑部主事、郎中、浙江道監察御史を歴任した。1862年、順天府尹となり巨盗の王景漋らを捕えた。1867年、河南布政使から福建巡撫に昇進した。当時の福建省は太平天国の乱が鎮圧されて間もなく、匪賊が横行していたが、その鎮圧に尽力した。
1882年、湖南巡撫に起用され、哥老会の首領たちを捕えた。その後湖広総督代理となったが、清仏戦争が勃発すると長江の防衛にあたった。1885年、湖南巡撫に戻り、洋務運動と緑営兵の削減を推進した。1888年、閩浙総督兼福建船政大臣に就任した。1892年、引退。著書に『卞制軍奏議』がある。